# Ibn Galib
Ibn Galib Al-Ansari Muhammad, (en árabe, محمد بن غالب الأنصار), también conocido como Ibn Hamama (Granada, siglo XII); era un geógrafo e historiador, de origen granadino según consta en su gentilicio (nisba), autor de una importante obra de gran relevancia para la historia y la geografía.